# Neobrotica regularis
Neobrotica regularis es una especie de insecto coleóptero de la familia Chrysomelidae.
Fue descrita científicamente en 1966 por Blake.